# Ачва
Ачва (Асва) је река која извире на Централноафричком прагу и тече као северу кроз Уганду на дужини од око 450 km. Улива се у реку Бахр ел Џабал недалеко од града Нимуле у вилјаету Источна Екваторија на територији Јужног Судана. У овој зељми позната је под називом „Асва“. Прима неколико притока од којих је најзначајнији Пагер са десне стране.